# Microxydia fulvicollis
Microxydia fulvicollis är en fjärilsart som beskrevs av W. Warren 1905. Microxydia fulvicollis ingår i släktet Microxydia och familjen mätare. Inga underarter finns listade i Catalogue of Life.